# Mleczaj szarobrązowy

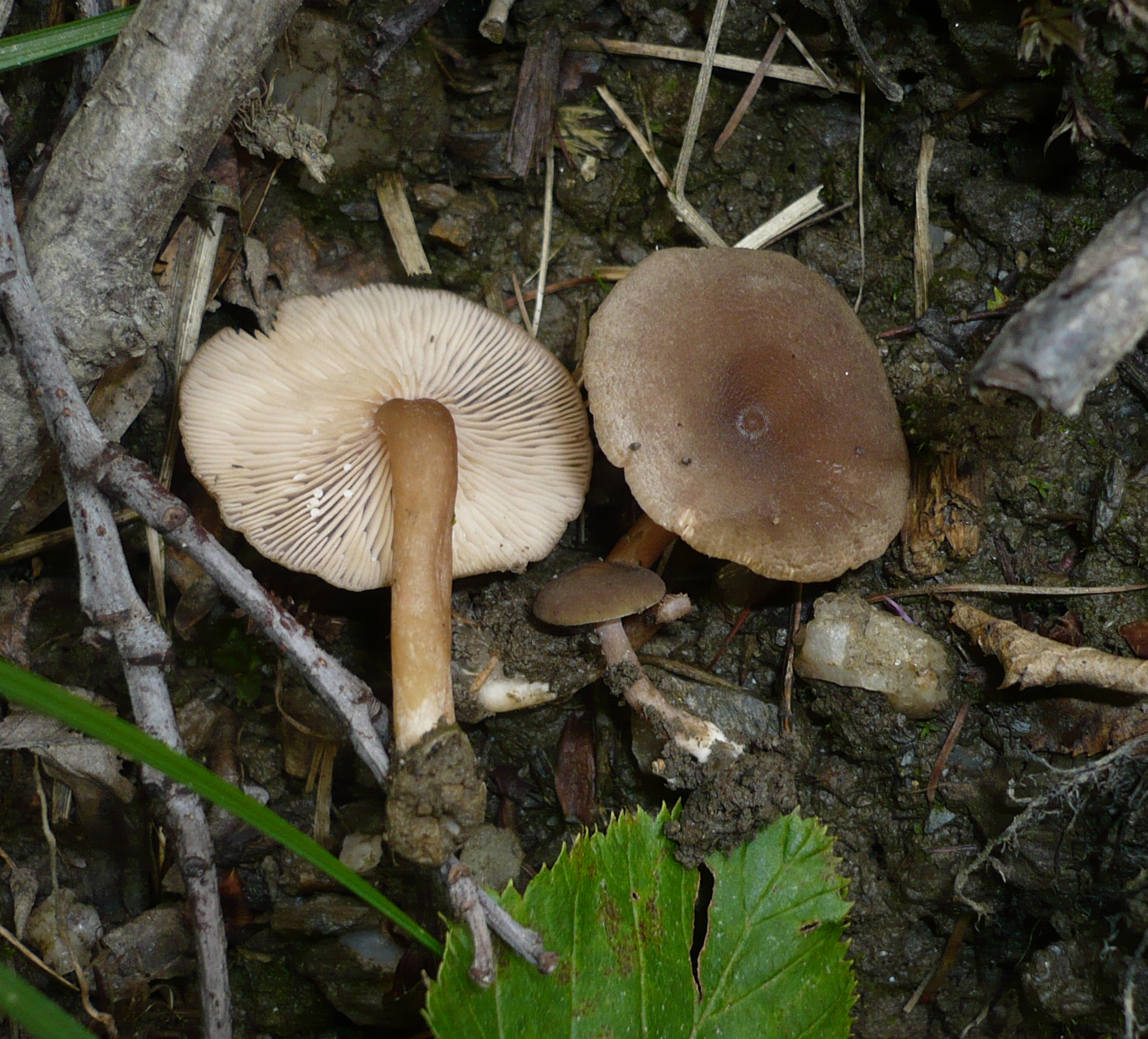

Mleczaj szarobrązowy (Lactarius lepidotus Hesler & A.H. Sm.) – gatunek grzybów należący do rodziny gołąbkowatych (Russulaceae).

## Systematyka i nazewnictwo
Pozycja w klasyfikacji według Index Fungorum: Lactarius, Russulaceae, Russulales, Incertae sedis, Agaricomycetes, Agaricomycotina, Basidiomycota, Fungi.
Po raz pierwszy opisali go w 1979 r. Lexemuel Ray Hesler i Alexander Hanchett Smith. Polską nazwę zarekomendował Władysław Wojewoda w 2003 r.

## Morfologia
Kapelusz
Średnica 2–4, początkowo niemal płaski, potem z zagłębieniem na środku, z garbkiem lub bez, nieco higrofaniczny. Powierzchnia początkowo szarobeżowa, potem blado beżowa, w stanie wilgotnym oszroniona, w stanie suchym łuskowata. Brzeg początkowo podgięty, potem prosty, czasami pofalowany.
Blaszki
Przyrośnięte, wąskie, gęste, początkowo bladopłowe lub o barwie od winnej do szarawo-różowej, z wiekiem ciemniejsze, po wyschnięciu nie zmieniające barwy.
Trzon
O wysokości 2–3 cm i grubości 0,2–0,4 cm, cylindryczny, kruchy, w stanie dojrzałym watowaty. Powierzchnia matowa, blado winnopłowa.
Miąższ
Pod skórką podobnej barwy jak skórka, o niewyraźnym zapachu i łagodnym smaku. Mleczko białe, słodkie lub nieco cierpkie.
Cechy mikroskopowe
Podstawki z 4 sterygmami, (37)46–55 × 8–11 µm. Zarodniki elipsoidalne, z pojedynczymi brodawkami i przecinającymi się listewkami tworzącymi na ich powierzchni niepełną siateczkę, ze zmniejszoną powierzchnią nadwnękową, amyloidalne, 7–9 × 5–6 µm, z wypukłościami o wysokości do 0,5 µm. Cheilocystydy rozproszone, wrzecionowate do igiełkowatych, 37–63 × 4–8 µm. Pleurocystydy liczne, napęczniałe ze spiczastymi końcami, (45)56–88 × 6–9 µm. Trama blaszek niejednorodna. Skórka kapelusza typu cutis, złożona ze zbitych, cylindrycznych lub lekko nabrzmiałych strzępek z końcowymi elementami często skupionymi i tworzącymi łuski.
Gatunki podobne
Wśród licznych gatunków mleczajów niewiele jest o podobnej barwie i strukturze powierzchni kapelusza. Jest blisko spokrewniony z mleczajem kokosowym (Lactarius glyciosmus), który odróżnia się liliowo-szarym lub różowawo-beżowym kapeluszem i aromatycznym, kokosowym smakiem. Podobny jest Lactarius griseus (według Index Fungorum to takson niepewny).

## Występowanie i siedlisko
Znane są nieliczne jego stanowiska w Ameryce Północnej, Europie i Azji. Jest rzadki. W Polsce do 2003 r. jedyne stanowisko podała A. Flisińska w Lublinie w 1996 r.
Naziemny grzyb mykoryzowy. Występuje w lasach, głównie pod olszami.